# Prain TPC
Prain TPC（韓語：프레인 TPC），TPC爲「Talented People Caring」的縮寫，為韓國綜合公關公司Prain Global旗下的娛樂經紀公司，所屬藝人包括柳承龍、吳正世、李準、朴智英、李世榮等。

## 旗下藝人

### 男演員
- 柳承龍（2011年－現今）
- 金武烈（2011年－現今）
- 吳正世（2013年－現今）
- 朴埇佑（2014年－現今）
- 李準（2015年－現今）
- 金賢俊（2017年－現今）
- 朴亨洙（2019年－現今）
- 金范洙（朝鲜语：김범수 (배우)）（2019年－現今）
- 元賢俊（朝鲜语：원현준）（2020年－現今）
- 李揆成（2021年－現今）
- 金伸比（2021年－現今）
- 郭敏奎（朝鲜语：곽민규）（2022年－現今）

### 女演員
- 趙恩智（2011年－現今）
- 尹昇娥（2011年－現今）
- 朴智英（2012年－現今）
- 李世榮（2014年－現今）
- 崔明彬（2019年－現今）
- 河瑞允（2019年－現今）
- 金佳恩（2020年－現今）
- 李素希（2020年－現今）
- 李花兼（2021年－現今）
- 吳妍兒（2022年－現今）
- 韓多率（2022年－現今）
- 裴允京（2023年－現今）[3]
- 朴昣奏（2023－現今）

## 过往艺人

### 男演員
- 梁益準（2013年—）
- 吳尚津（2013年—2017年）
- 尹健（2014年—）
- 金志洙（2015年—2020年）
- 金大明（2006年—2020年）
- 趙賢哲（2015年—2022年）
- 劉才相
- 嚴泰九（2015年—2024年）[4]

### 女演員
- 李礎熙（2012年—2017年）
- 文晶熙（2013年—2019年）
- 金珉志（2013年—）
- 文智愛（2013年—）
- 柳賢慶
- 劉多仁（2015年8月—2022年）[5]
- 黃善熙（2013年—2022年）
- 李荷娜（2020年—2021年）

## 外部連結
- Prain TPC 官方網站
- Prain TPC的Instagram帳戶
- Prain TPC的Facebook專頁
- Prain TPC的X（前Twitter）
- Prain TPC的NAVER Blog
- Prain TPC的NAVER TV （页面存档备份，存于）
- YouTube上的Prain TPC